# Adolf von Hildebrand
Pour les articles homonymes, voir Hildebrand.

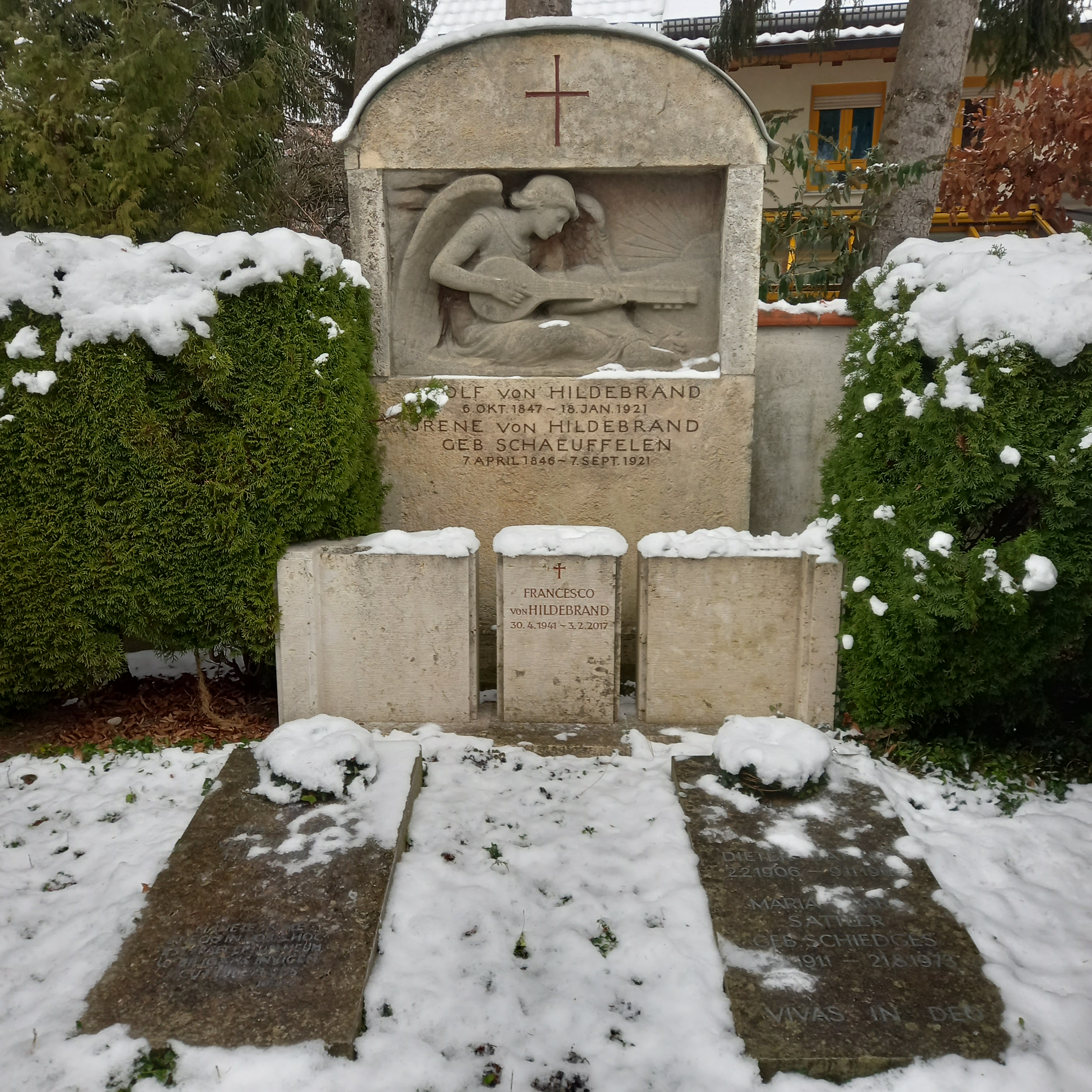
Vue de la sépulture

Adolf von Hildebrand (né Adolf Hildebrand le 6 octobre 1847 à Marbourg et mort le 18 janvier 1921 à Munich) est un sculpteur allemand parmi les plus brillants de sa génération. Il est le père du théologien Dietrich von Hildebrand.

## Biographie

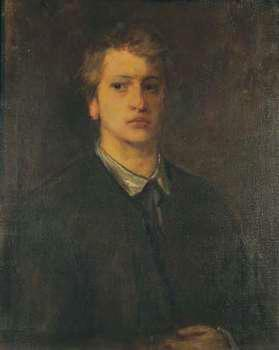
Portrait du sculpteur Adolf von Hildebrand par Hans von Marées, à l'âge de vingt-et-un ans.

Hildebrand est le fils de Bruno Hildebrand, professeur d'économie à l'université de Marbourg. Il grandit à Berne, puis étudie à l'académie des beaux-arts de Nuremberg. En 1866-1867, il est élève à l'atelier munichois du sculpteur Caspar Zumbusch. Toute suite après, il part pour Rome, où il fait la connaissance du peintre Hans von Marées avec lequel il se lie d'une amitié étroite, jusqu'à son mariage. Il fait la connaissance également de Konrad Fiedler, jeune théoricien de l'art et mécène de Marées. Leurs discussions philosophiques sur l'art stimulent irrémédiablement le jeune Hildebrand. Fiedler est le premier à lui commander une œuvre, vers 1871, intitulée Jeune garçon buvant qui se trouve aujourd'hui à la Nationalgalerie de Berlin. Il le charge ensuite de la décoration intérieure (avec Marées qui réalise les fresques) de la station zoologique de Naples. En 1873, Hildebrand s'installe à Florence où il achète l'ancien couvent des minimes, construit au XVIe siècle. Il y reçoit Albert Lang ou Peter Bruckmann (de) qui vivent aussi à Florence et poursuit sa relation avec Marées.
En 1877, il se marie avec Irene Schäuffelen. Ils vivent pendant vingt ans environ à Florence. L'ordre prussien Pour le Mérite pour les sciences et les arts lui est décerné en 1891. Hildebrand s'installe à Munich en 1899, car il a gagné le concours pour l'érection d'une fontaine monumentale, la Fontaine Wittelsbach dans le centre historique de la ville. Il conserve toutefois sa villa de Florence. À Munich, il demeure dans son opulente maison Hildebrandhaus (aujourd'hui bibliothèque Monacensia (de)) dans le quartier de Bogenhausen, où il reçoit la bonne société qui appartient en majorité à sa clientèle.
Il est l'auteur également de cinq autres fontaines monumentales. Il enseigne la sculpture à l'académie de Munich de 1906 à 1910, jusqu'à ce qu'il soit frappé d'une légère attaque apoplectique. Il se consacre à Munich essentiellement à la statuaire sur commande.
Il est anobli par le roi de Bavière en 1904, ajoutant la particule « von » à son nom. En 1914, il compte parmi les signataires du Manifeste des 93.
Il est l'auteur en 1893 d'un ouvrage théorique intitulé Das Problem der Form in der Bildenden Kunst (« Le problème de la forme dans les arts figuratifs ») qui est inspiré de l'œuvre de Fiedler. Hildebrand est un grand admirateur de Rodin qui est de sept ans son aîné.
Parmi ses élèves, l'on peut distinguer Theodor Georgii (de), son gendre Hermann Hahn (de), Hubert Netzer, Ludwig Eberle et Georg Kemper (de).

## Quelques œuvres

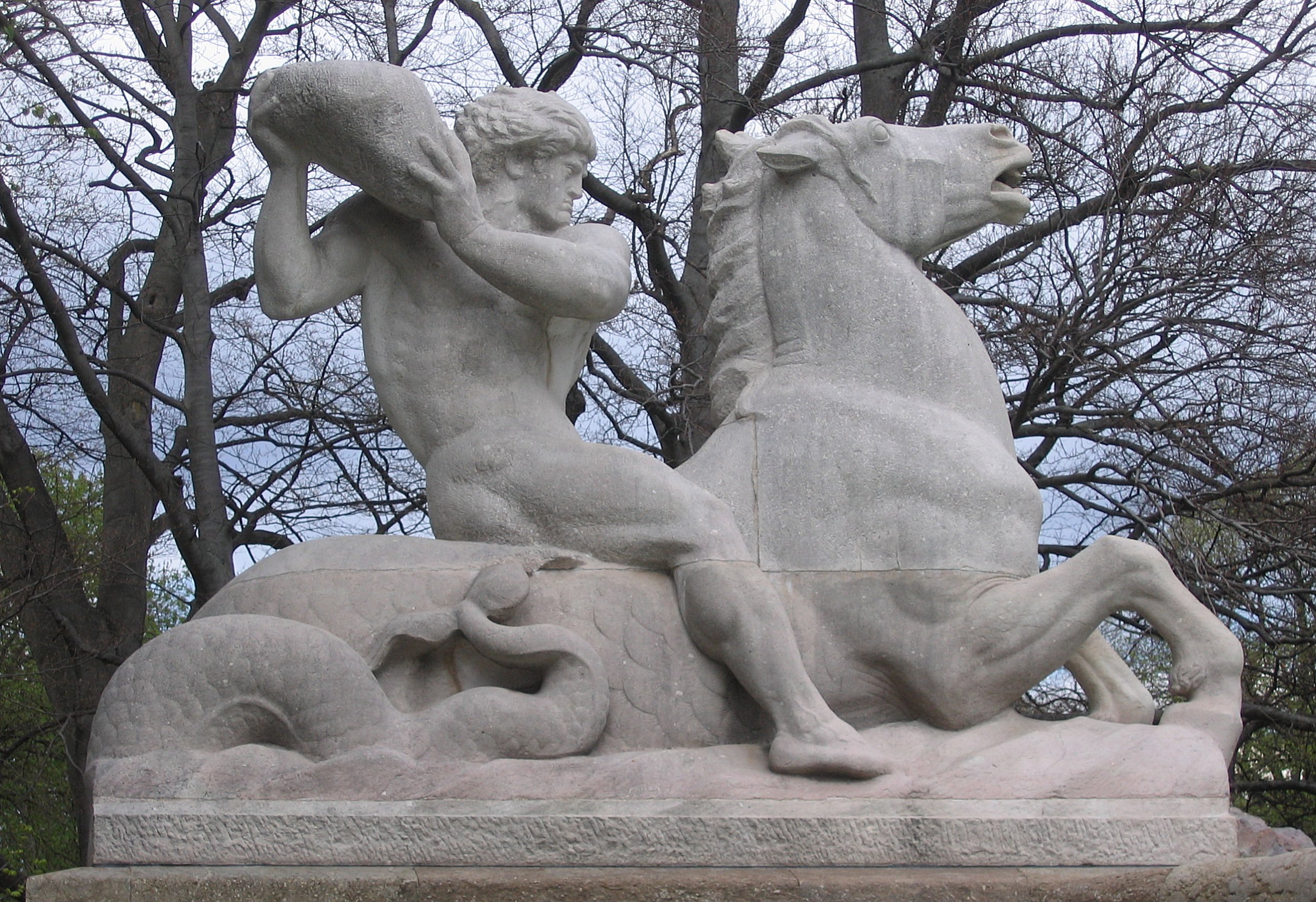
Une des statues de la Fontaine Wittelsbach (Munich)

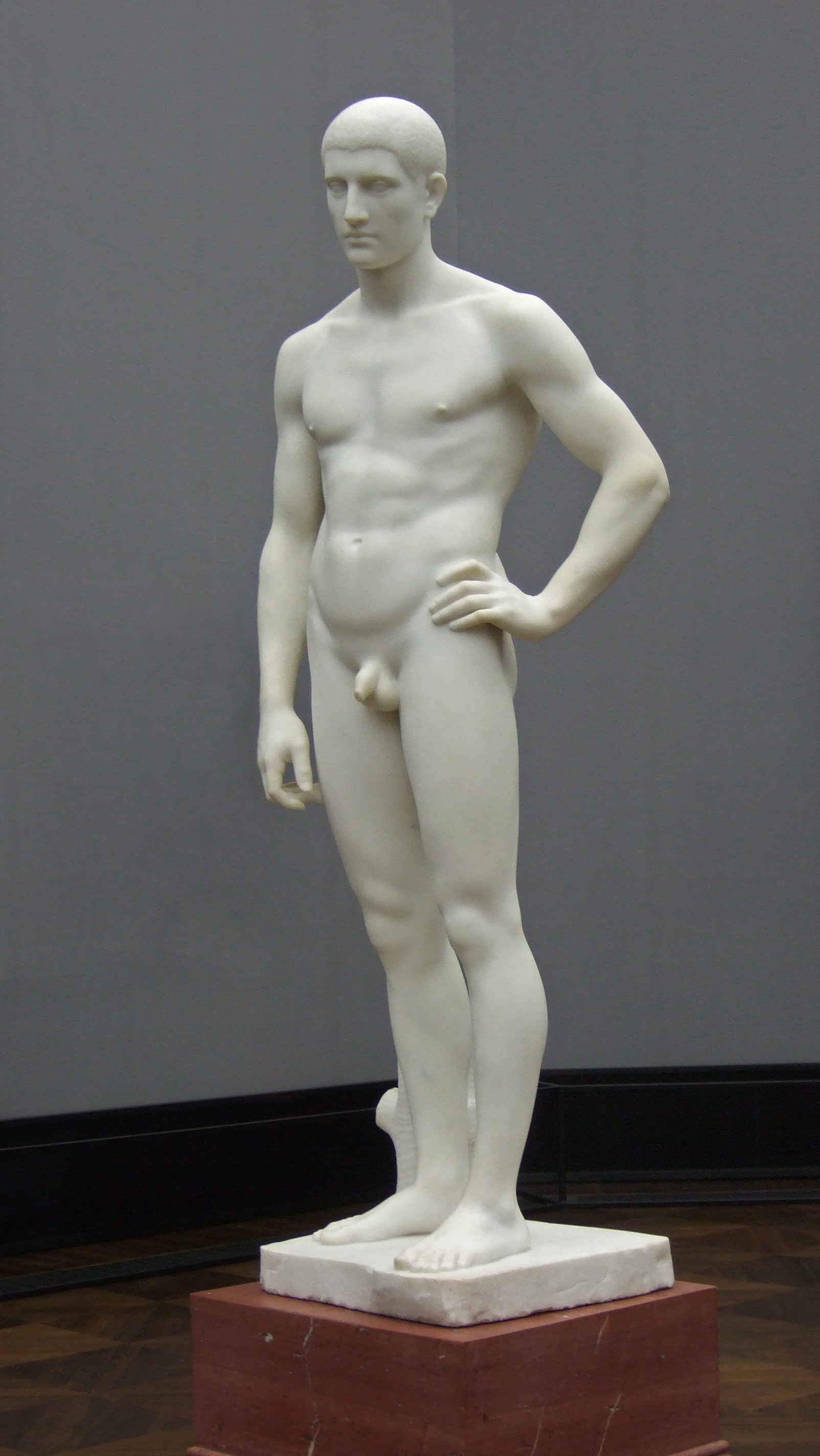
Homme debout (1881-1884), marbre, Alte Nationalgalerie (Berlin).

Hildebrand fut l'un des meilleurs portraitistes de son temps. Il laisse 250 portraits de personnalités marquantes d'alors, dont 85 en bas-relief. Il crée d'innombrables statues pendant sa période florentine qui sont proportionnées en général aux trois quarts de la grandeur naturelle. Il est l'auteur de cinq projets de fontaines et bassins. Sa période munichoise est féconde en statues (moins en bas-reliefs).
- Jeune Garçon buvant, bronze (1871-1873), Alte Nationalgalerie de Berlin
- Jeune Pâtre endormi, marbre (1874-1873), Alte Nationalgalerie de Berlin
- Buste de Konrad Fiedler (1874-1875), Neue Pinakothek de Munich
- Homme debout, marbre (1881-1884), Alte Nationalgalerie de Berlin
- Buste de Marie-Louise Fiedler (1882), Neue Pinakothek de Munich
- Philoctète (1886), Neue Pinakothek de Munich
- Le Porteur de filet (1886), Neue Pinakothek de Munich
- Le Lanceur de boule (1890-1891)
- Bas-relief de Dionysos (entre 1890 et 1900), terre cuite, Alte Nationalgalerie de Berlin
- Profil de Konrad Fiedler (1890), médaillon en bas-relief, Alte Nationalgalerie de Berlin
- Buste d'Arnold Böcklin (1897), Alte Nationalgalerie de Berlin
- Fontaine Wittelsbach à Munich (1899)
- Buste de Wilhelm von Bode (vers 1901), musée des beaux-arts de Strasbourg
- Fontaine du Père Rhin, bronze (1903), commandée à l'origine pour la ville de Strasbourg, elle est démontée en 1919 et transférée à Munich en 1929
- Fontaine Bismarck à Iéna (place du Marché)
- Buste de Josef Flossmann (1907-1908), Neue Pinakothek de Munich
- La Joueuse de luth, marbre (1908-1913), Alte Nationalgalerie de Berlin
- Buste d'Otto Ludwig, marbre (1909), théâtre de Meiningen
- Buste d'Hermann von Helmholtz (Berlin-Buch)
- Monument de Brahms avec buste, jardin anglais de Meiningen
- Statue équestre de Bismarck (1910), à Brême
- Statue équestre du prince-régent Léopold de Bavière (1913), à Munich

## Famille
De son mariage avec Irene Schäuffelen, Hildebrand est le père de:
- Eva, qui deviendra peintre
- Irene, connue plus tard comme sculptrice sous le nom d'Irene Georgii-Hildebrand (de)
- Sylvie
- Bertha, épouse du peintre belge Georges Baltus.
- Dietrich, futur théologien catholique.

## Bibliographie

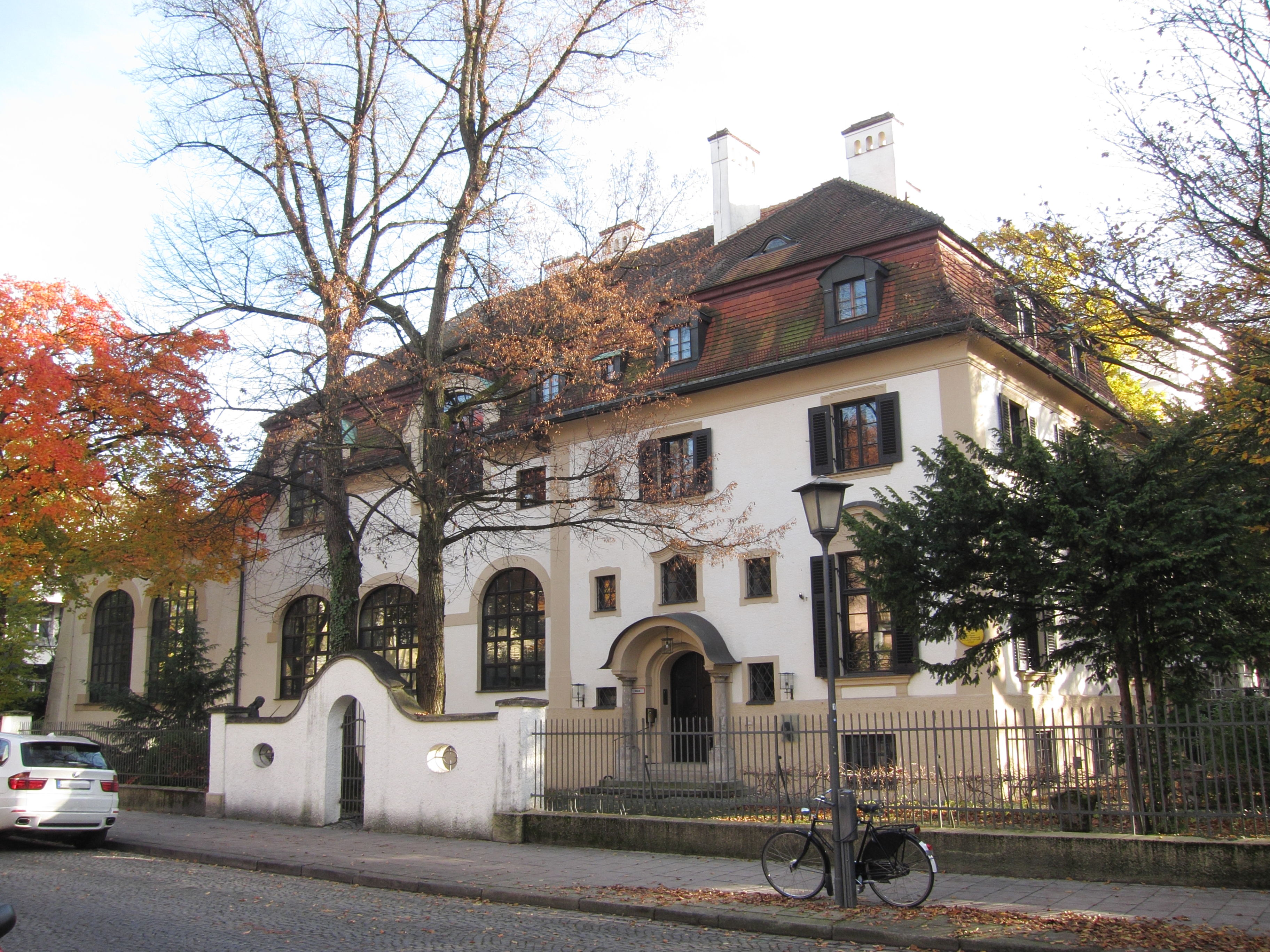
Villa Hildebrand à Munich (aujourd'hui bibliothèque Monacensia)